# Zakya Daoud
Zakya Daoud (nom de plume de Jacqueline Loghlam, née David en 1937 à Bernay) est une journaliste, une historienne et une écrivaine française ayant obtenu la nationalité marocaine en 1959.
Rédactrice en chef de la revue marocaine Lamalif de 1966 à 1988, elle a aussi écrit pour d'autres revues, et est l’auteure de nombreux ouvrages, dont plusieurs essais sur l’immigration. 

## Biographie
Née en France, à Bernay, en 1937, Zakya Daoud effectue des études de journalisme, et épouse un marocain : ils s'installent à Casablanca. 
En tant que journaliste, elle est rédactrice à L'Avant-Garde, revue de l'Union marocaine du travail, travaille pour la radio et également pour le magazine Jeune Afrique. Elle obtient la nationalité marocaine en 1959 et adopte le nom de plume de Zakya Daoud. Elle observe, pendant une trentaine d’années, la vie politique du Royaume, avec un esprit critique sans complaisance.  En 1966, elle fonde Lamalif, un magazine d'études et de réflexion, tiré à 12 000 exemplaires, dont elle est la rédactrice en chef jusqu’à son arrêt en 1988,, un parcours qu'elle retrace dans son ouvrage Les années Lamalif paru en 2007.

## Publications
Elle publie plusieurs ouvrages sur les thèmes qui lui sont chers, notamment l’immigration et la citoyenneté, comme Gibraltar, improbable frontière en 2002, Travailleurs marocains en France, mémoire restituée en 2003, De l’immigration à la citoyenneté en 2003 toujours, et  Marocains de l’autre rive en 2004. 
Elle s’intéresse à la cause des femmes dans les trois pays du Maghreb dans Féminisme et politique au Maghreb publié en 1994
Elle est aussi une historienne. Elle aborde avec Maâti Monjib, le parcours politique de Ben Barka, son enfance et son destin tragique. Avec Benjamin Stora, elle publie, toujours en 1995 Ferhart Abbas, une utopie algérienne,. Puis en 1999, elle se penche sur l’histoire méconnue de l’émir Abdelkrim el-Khattabi, le premier indépendantiste marocain, à l’origine de la révolte du Rif et de la bataille d'Anoual dans les années 1920, jusqu'à créer une éphémère république. L'ouvrage est intitulé Abdelkrim. Une épopée d’or et de sang,. Elle s'essaye également au roman historique avec Zaynab, reine de Marrakech, publié en 2004.